# Villa Valmarana (Lisiera)
La villa Valmarana est une villa veneta d'Andrea Palladio sise à Lisiera, un hameau de la commune de Bolzano Vicentino, dans la province de Vicence et la région Vénétie, en Italie.
À l'instar d'autres projets de l'architecte, elle n'a pas été complètement érigée selon ses plans.
Cette villa, ainsi que vingt-trois autres et le centre historique de la ville de Vicence sont inscrits sur la liste du patrimoine mondial de l'UNESCO.

## Historique
La physionomie actuelle de la villa est très différente de celle projetée par Palladio pour Gianfrancesco Valmarana, aux environs de 1563. La gravure publiée dans Les Quatre Livres de l'architecture permet d'avoir une idée des intentions de l'architecte ; elle montre une structure avec un double ordre de loggias et, de part et d'autre, de petites tours mais le dessin, dans ce cas, dénote encore plus qu'ailleurs, des incertitudes et des imprécisions.
De toute façon, le chantier de la villa s'interrompt en 1566 à la mort de Gianfrancesco et est probablement terminé à l'économie par son neveu Leonardo Valmarana, le fils de son frère Giovanni Alvise. Leonardo, commanditaire de la chapelle Valmarana située dans la crypte de l'église Santa Corona à Vicence est également l'héritier du grand palais palladien de famille dans la même ville. Le deuxième ordre des loggias n'a jamais été construit et l'espace situé entre les colonnes et le fronton triangulaire est traité comme une sorte d'attique.
La villa, presque détruite, comme le palais en ville, par les bombardements alliés durant la Seconde Guerre mondiale, a été reconstruite.

## Galerie

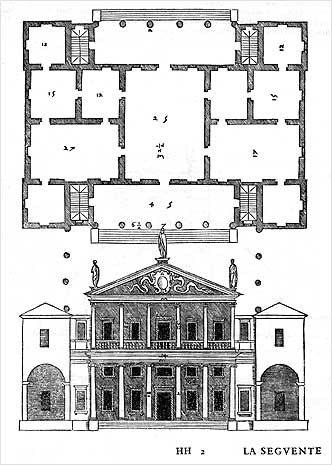
Plan et vue de face publiés dans Les Quatre Livres de l'architecture.
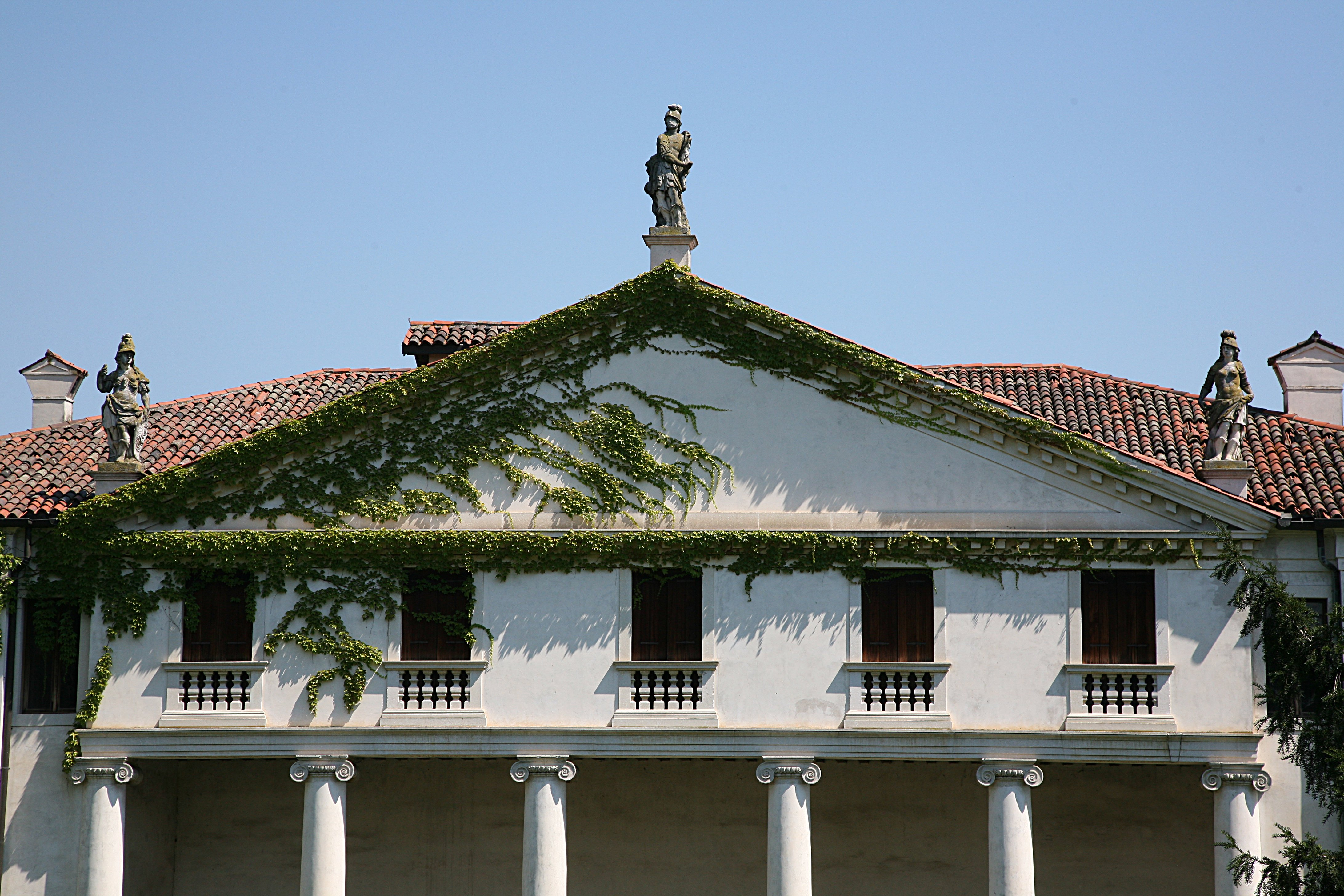
Détail du couronnement de la façade.
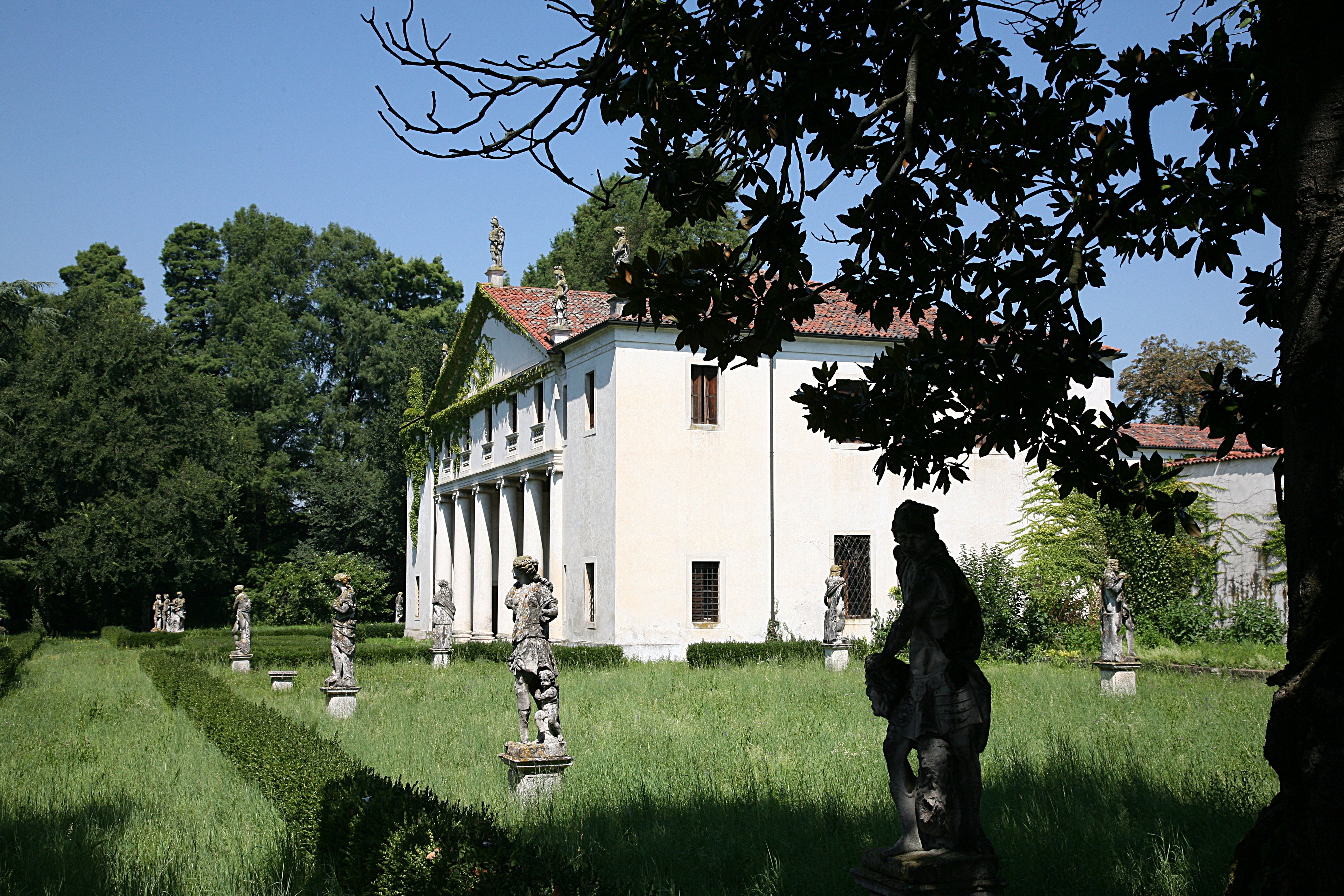
Vue latérale de la villa.

## Sources
- (it) Cet article est partiellement ou en totalité issu de l’article de Wikipédia en italien intitulé « Villa Valmarana (Lisiera) » (voir la liste des auteurs)  dans sa version du 19 novembre 2009]. Il est lui-même issu du texte relatif à la villa Valmarana - Lisiera di Bolzano Vicentino, sur le site du CISA, , lequel a autorisé sa publication (cf  tkt #2008031210017761)